# Estádio Governador Antônio Carlos Valadares
Estádio Governador Antônio Carlos Valadares – stadion piłkarski, w Maruim, Sergipe, Brazylia, na którym swoje mecze rozgrywa klub Centro Sportivo Maruinense.